# Romeu Pereira dos Santos
Romeu Pereira dos Santos, conhecido apenas como Romeu, (Itamaraju, 13 de fevereiro de 1985), é um ex-futebolista brasileiro que atuava como volante.

## Carreira
Revelado nas divisões de base do Pinheiros Futebol Clube do Espírito Santo, Romeu foi para o Fluminense onde foi promovido ao elenco principal por Abel Braga em 2005. Ajudou o clube em diversas oportunidades, mas nunca ganhou total confiança dos treinadores e dos torcedores[carece de fontes?]. No início de 2009 teve seu contrato renovado, entretanto, não sendo aproveitado pelo treinador Carlos Alberto Parreira, se transferiu ainda em 2009 para o Larissa, onde está até hoje e é titular absoluto e ídolo da torcida.
Foi contratado pelo Levadiakos, para temporada de 12/13.

## Títulos
Fluminense
- Copa do Brasil: 2007[1]